# Amos Henry Worthen

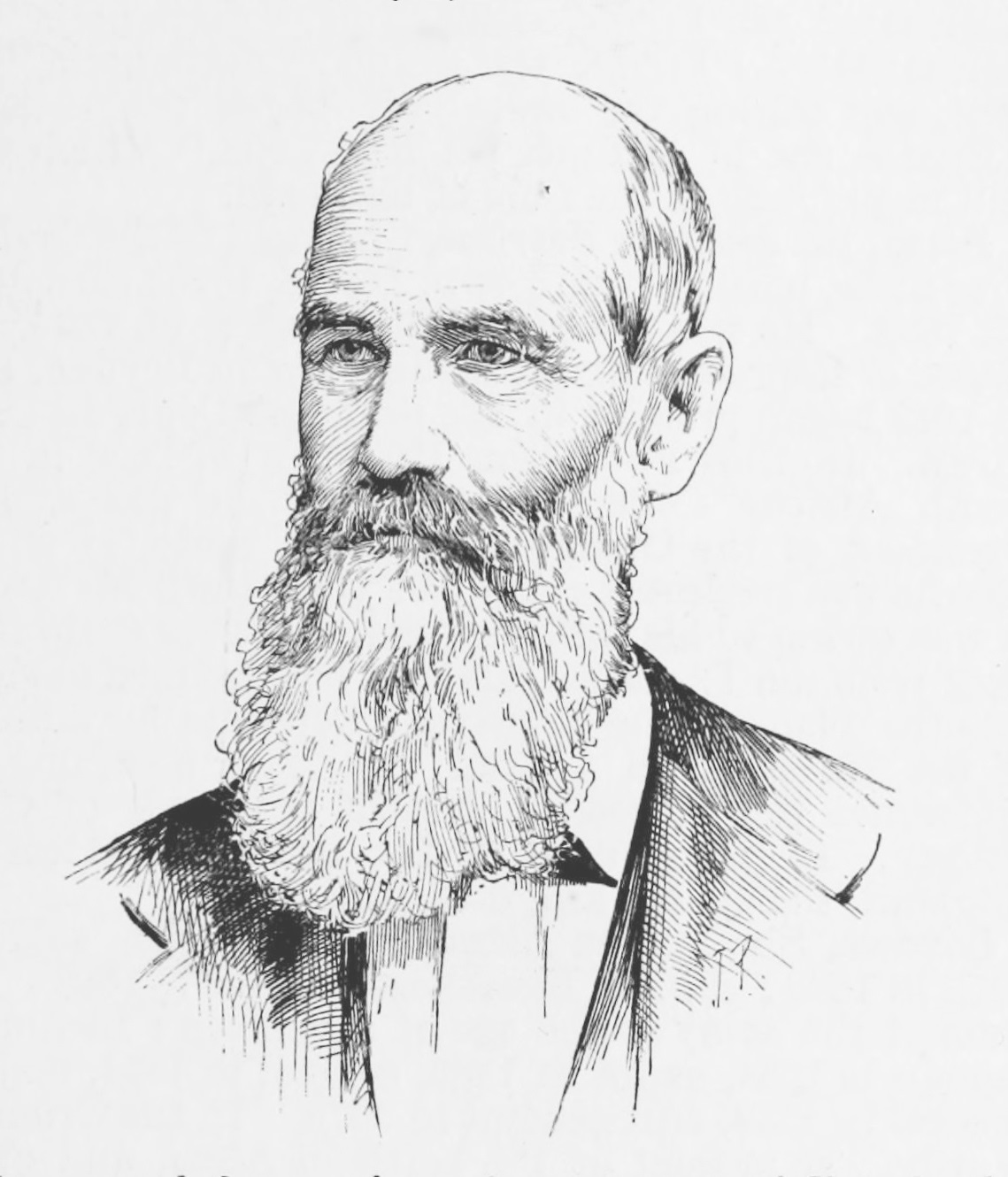
Zeichnung zum Artikeleintrag in Appletons’ Cyclopædia of American Biography

Amos Henry Worthen (* 31. Oktober 1813 in Bradford; † 6. Mai 1888 in Warsaw) war ein amerikanischer Geologe und Paläontologe.

## Leben
Worthen war das elfte von zwölf Kindern eines Farmers. Seine Mutter kam aus der Adams-Familie. Er besuchte die Bradford Academy und zog nach seiner Heirat 1834 mit seiner Frau in den Westen nach Kentucky, Ohio und 1836 nach Warsaw im Mississippi-Tal in Illinois, wo er sich endgültig niederließ. Dort betätigte er sich mit mittelmäßigem Erfolg als Kaufmann. Seine Leidenschaft galt der Naturforschung und neben seinem Beruf erkundete er die Formationen des unteren Karbon in der Umgebung seines Wohnorts und sammelte Fossilien und Mineralien auf seinen Geschäftsreisen im oberen Mississippi-Tal. Er korrespondierte mit Wissenschaftlern an der Ostküste, galt als Experte für die Geologie des an Illinois grenzenden Teils des Mississippi-Tals und gab 1855 sein Geschäft auf und wandte sich ganz der Geologie und Paläontologie zu, nachdem ihn der erste Staatsgeologe von Illinois  Joseph Granville Norwood (1807–1895) 1853 zur Mitarbeit einlud. 1855 bis 1857 war er Assistent des Staatsgeologen von Iowa James Hall, dem er beim Erstellen eines geologischen Querschnitts von Lansing (Iowa) bis St. Louis (Missouri) half. 1858 wurde er Staatsgeologe von Illinois, was er bis zu seinem Tod blieb. Norwood war zuvor aus teilweise politisch motivierten Gründen entlassen worden und wurde Staatsgeologe von Missouri. Die Finanzierung der geologischen Landesaufnahme musste durch die Regierung regelmäßig erneuert werden und blieb einmal (1875 bis 1877) sogar ganz aus. Während dieser Zeit setzte er die Arbeit unentgeltlich fort und nach Wiederaufnahme der Anstellung wurde er zusätzlich 1877 Kurator am neu geschaffenen Illinois State Museum.
Worthen war Mitglied der American Association for the Advancement of Science und seit 1872 der National Academy of Sciences.
Er war seit 1834 verheiratet und hatte eine Tochter und sechs Söhne.